# Betta bellica
Betta bellica, струнка бійцівська рибка — один з видів бійцівських рибок, родом з Малайзії та Індонезії.
А. Е. Соваж описав Betta bellica 1884 року, маючи лише один зразок зі штату Перак у Півострівній Малайзії. 1996 року вид повторно описали Г. Г. Тан і П. К. Л. Нг на основі аналізу великої кількості наявних зразків, що зберігаються у різних колекціях. Водночас було визначено, що зразки Betta fasciata Regan, 1910 з Північної Суматри також належать до виду Betta bellica, і, таким чином, було підтверджено, що назва B. fasciata є синонімом В. bellica.

## Опис
Betta bellica є найбільшим відомим видом бійцівських рибок, що будують гнізда з бульбашок. Максимальний розмір, якого сягають ці риби, становить 10 см загальної довжини (77 мм стандартної довжини).
Тіло довге й низьке, його висота у місці початку спинного плавця становить 23,7-26,2 % стандартної довжини. Голова коротка, має округлий профіль, морда тупа, коли дивитися згори.
Спинний плавець розташований ближче до хвоста, ніж до голови. Анальний плавець невисокий. У спинному плавці 0-1 твердий і 11-12 м'яких променів, в анальному 1-2 твердих і 29-31 м'який промінь. Хребців 32-33. У бічній лінії в середньому 33-35 лусок.
Основне забарвлення коричневе, луски відсвічують металевим зеленим лиском; спина темніша, черево світліше. Плавці коричневі, з окремими зеленкуватими блискітками та білим до золотавого зовнішнім краєм. Рогівка очей світиться блакитними барвами.
Молодь має виразну центральну смужку.
Статеві відмінності невиразні. У дорослих самців зелений лиск на тілі більш інтенсивний. Крім того, вони мають ширші й подовжені на кінці спинний та анальний плавці, а в хвостовому подовжені й загострені на кінці центральні промені. У самок хвостовий плавець округлий.
Як і інші лабіринтові риби, струнка бійцівська рибка має додатковий орган дихання — лабіринтовий апарат.

## Група видівB.bellica
Бійцівські рибки поділяються на групи видів, які виділені на підставі зовнішньої подібності, поведінкових та морфологічних ознаках. Члени кожної групи видів мають спільний набір діагностичних ознак, але така група не обов'язково є монофілетичною за походженням.
Цей вид дав назву групі видів B. bellica, представників якої відрізняє довге й струнке тіло, коротка голова, коричневе із зеленим лиском забарвлення тіла. До складу групи входять лише 2 види: B. bellica і B. simorum. Betta bellica відрізняється від B. simorum з острова Суматра прямим профілем верхнього контуру голови, меншою кількістю променів у спинному та анальному плавцях, меншою кількістю лусок у бічній лінії, коротшими черевними плавцями.

## Поширення
Betta bellica вельми поширена у прісних водоймах Півострівній Малайзії, зустрічається в штатах Тренґану, Перак, Селангор, Паганґ і Джохор. Також ці риби були знайдені біля Медану в Північній Суматрі (Індонезія).
Зустрічається в неглибоких лісових чорноводних струмках або торф'яних болотах, добре затінених густою кроною тропічного лісу. Ґрунт зазвичай складається з торфу та опалого листя. Параметри води: pH в межах 3,5-7,5; твердість до 15° dH; температура 24-30 °C.
Betta bellica була виявлена в одних водоймах з іншими представниками роду Betta: B. tussyae, B. waseri (Паганґ), B. hipposideros, B. livida (Селангор), B. imbellis, B. persephone, B. pulchra (Джохор).
Бентопелагічний вид. Вміст кишечника у виловлених у дикій природі риб виявив відносно високу долю німф бабок.
Betta bellica може займати й інші місця проживання, а також засновувати нові популяції, навіть у забруднених річках, як це мало місце в Домініканській Республіці. Під час урагану Давид (англ. Hurricane David) у 2009 році B. bellica втекла з ферми з розведення декоративних риб чи з приватного акваріума й потрапила до забруднених вод річки Осама (ісп. Rio Ozama), де тепер зустрічається у великому числі.
Стан виду у природі оцінюється як такий, що викликає найменше занепокоєння. Він має досить великий ареал. Якісь загрози його існуванню невідомі, хоча торф'яні болота, в яких він мешкає перебувають перед загрозою перетворення на плантації рису, ананасів, олійної пальми та інших культур. Жодних заходів, спеціально спрямованих на збереження виду, не проводиться.

## Розмноження
Самці будують гнізда з піни, до яких відкладається ікра, а тоді доглядають за гніздом і охороняють його. Бульбашки, що утворюють гніздо, більші, ніж у інших видів Betta. Ікра відкладається в типових для лабіринтових риб нерестових обіймах, що відбуваються прямо під гніздом. При цьому самець обгортає самку своїм тілом. Ікринки матово-білі, 1,3 мм в перетині. Личинки виводяться за 24-48 годин, ще 3-4 дні їм потрібно, щоб поглинути свої жовткові мішки і почати вільно плавати.

## Утримання в акваріумі
Betta bellica тримають парами у видовому або спільному акваріумі. Не можна тримати разом двох самців, вони постійно битимуться між собою. Під час бійок самці завдають один одному лише невеликі пошкодження плавців. Незважаючи на свою войовничу назву (bellica походить від латинського bellum = «війна»), це загалом мирний, навіть полохливий вид. Добре вживається в спільному акваріумі, до інших риб ставиться мирно. Краще почувається за слабкого освітлення, не любить сильного руху води.
На пару вистачить акваріума на 80 літрів, для групи повинно бути більше. В акваріумі рекомендується густа рослинність, включаючи рослини, що плавають на поверхні. Корчі, перевернуті горщики для квітів, шматки ПВХ-труб, каміння, яванський мох створюють необхідні рибам схованки. Бажано, щоб параметри води в акваріумі відповідали умовам у дикій природі: pH в межах 5,5–7,5; твердість близько 15,0° dH. Температура води 24-29 °C. Загалом невибагливі до водних умов. Акваріум слід накривати, тому що ці риби часто вистрибують із води.
В умовах акваріума можуть харчуватися й сухими кормами, але для підтримання хороших кондицій їм слід регулярно пропонувати дрібні живі або заморожені корми: циклопи, дафнії, артемії, мотиль та інші личинки комарів.
Нерест парний. Нерестовищем може бути акваріум місткістю 20-40 літрів, рівень води 15-20 см. Самка повинна мати схованки. При видовому утриманні немає потреби влаштовувати окреме нерестовище.
При виборі місця для гнізда самець надає перевагу широкому листку рослини, що плаває на поверхні. Саме під ним він зазвичай влаштовує кладку. Коли самка готова до нересту, її темне тіло стає світлішим, а на боках з'являються чіткі діагональні смуги.
Мальки виводяться доволі великими й відразу можуть їсти наупліуси артемій, що тільки-но вилупилися. Ростуть швидко, але повинні мати достатньо простору; за 2 тижні вони вже виростають більше 1 см завдовжки.
Живуть в акваріумі 2-3 роки.
Була помічена незвична поведінка у цього виду, коли мальки ростуть разом із батьками.  Коли молодь визріває, дорослі риби перестають нереститись, а в деяких випадках навіть втрачають забарвлення й постійно тримаються у схованках. Якщо молодь забрати, кондиції старих риб, як правило, відновлюються.

## Відео
- Betta bellica (Slender Betta), Spawning-Behaviour на YouTube by fishbaseyt
- Betta bellica from Johor City на YouTube by MenyBetta Chanel
- Câu Loài Betta Bellica Tuyệt Đẹp Ngoài Tự Nhiên на YouTube by Sắc Màu
- Betta bellica на YouTube by Fun Betta